# Reina van Bommel
Reina van Bommel-van Dam (Voorthuizen, 31 december 1910 - Venlo, 30 juli 2008) verzamelde, samen met haar echtgenoot Maarten van Bommel, moderne beeldende kunst. De door het echtpaar verzamelde kunst schonken ze aan de gemeente Venlo en vormde de basis van de collectie van het Museum van Bommel van Dam.
Reina van Dam werd geboren als dochter van Gerrit van Dam en Willempje van den Berg. Gerrit van Dam was aanvankelijk boer. Hij verkocht zijn boerderij De grote bosch toen Reina jong was en kocht hotel De vergulde wagen. Haar moeder leidde dat hotel en Reina en haar zes zusters hielpen haar. In het gezin werd veel gezongen, ook door Reina, die ook orgel speelde. 
Al vroeg verlaat Reina het ouderlijk huis om als kindermeisje te gaan werken. In 1929 wordt ze leerling verpleegster op Veldwijk, een psychiatrische inrichting te Ermelo. In 1934 behaalt ze haar diploma. Ze blijft in die tijd haar moeder in het hotel helpen.
In 1937 gaat ze in Rotterdam werken in het Eudokia ziekenhuis. Als ze in 1941 haar diploma kraamverzorgster behaalt, gaat ze in het Gemeenteziekenhuis van Den Haag werken. In 1943 krijgt ze een betrekking in het Diaconessenziekenhuis in Hilversum. Ze rijdt dan ook mee op een ambulance. In 1943 ontmoet ze Maarten van Bommel. Ze verloven zich op 8 september 1943 en trouwen op 24 mei 1944 in Amsterdam. De dag daarna betrekken ze een bovenwoning aan de Sarphatistraat 119 in Amsterdam. 
Het echtpaar stort zich op het verzamelen van (moderne) kunst. De verzameling groeit in 25 jaar uit tot een belangrijke collectie. 
Het echtpaar blijft kinderloos.

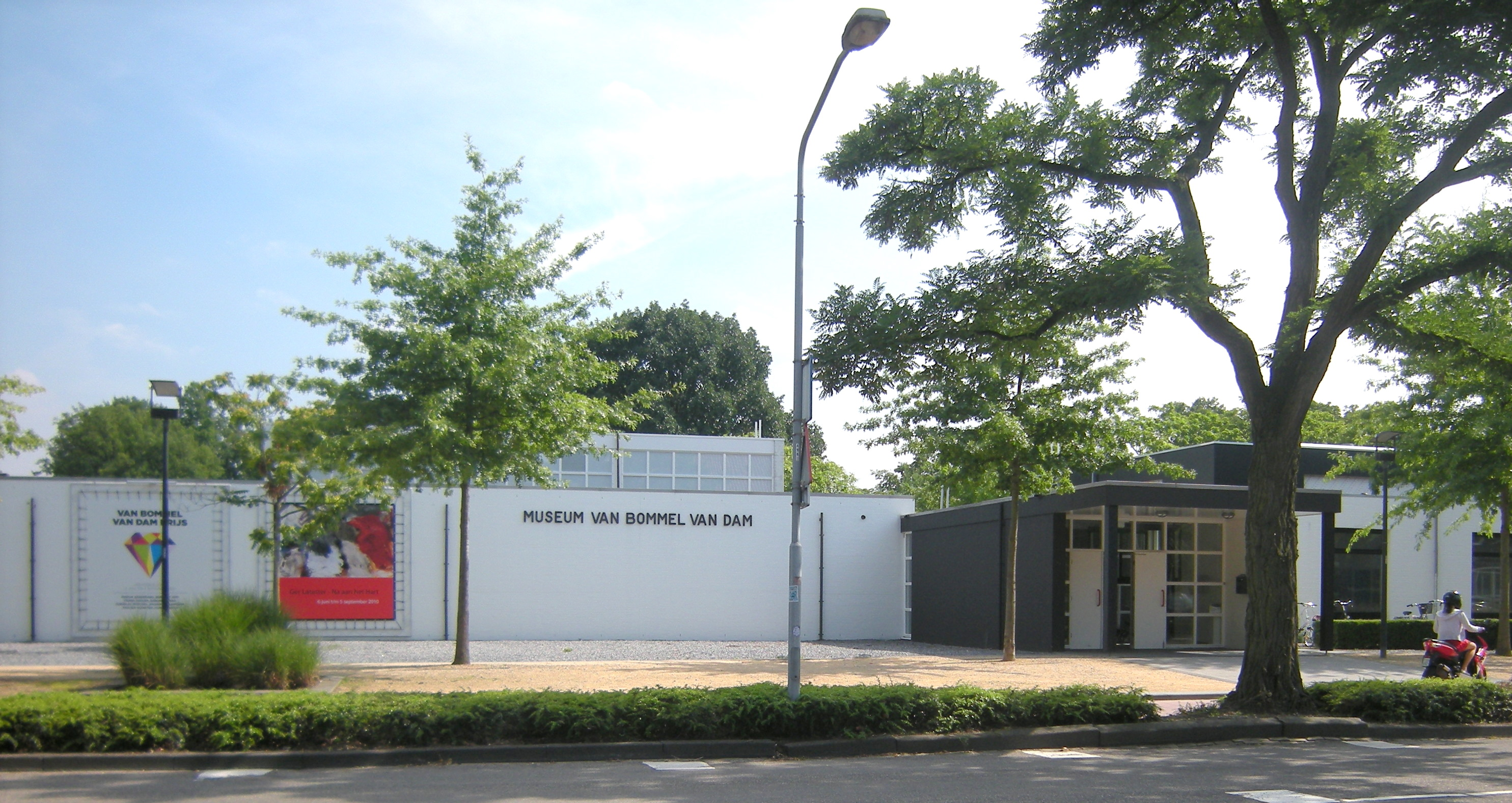
Museum Van Bommel-van Dam (Venlo)

In 1969 schenken Reina en Maarten hun collectie, die op dat moment al meer dan duizend kunstwerken omvat, aan de gemeente Venlo. Ze stellen als voorwaarde dat de collectie in een museum wordt ondergebracht en dat er naast het museum woonruimte voor ze zal zijn, waardoor ze van hun collectie kunnen blijven genieten. Op 29 juni 1971 verhuizen ze naar de bungalow, die naast het museum in het Julianapark aan de Deken van Oppensingel is gebouwd. Nadat Maarten van Bommel in 1991 overlijdt, blijft Reina naast het museum wonen. Ze zal er 97 jaar oud worden. 
Van 20 september 2009 tot en met 24 januari 2010 vindt in het Museum Van Bommel van Dam een tentoonstelling plaats onder de titel Maarten & Reina van Bommel-van Dam; van particuliere verzameling in Amsterdam naar openbare collectie in Venlo. Aan de hand van kunst, foto's, films, archiefstukken en brieven wordt een beeld geschetst van de ontstaansgeschiedenis van het eerste museum voor moderne kunst in Limburg.